# Diocesi di Lodève

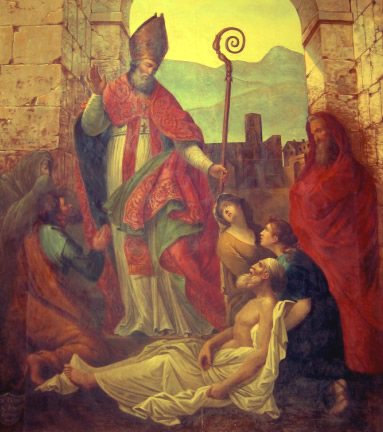
François Matet, Miracolo di san Fulcrano (1805).

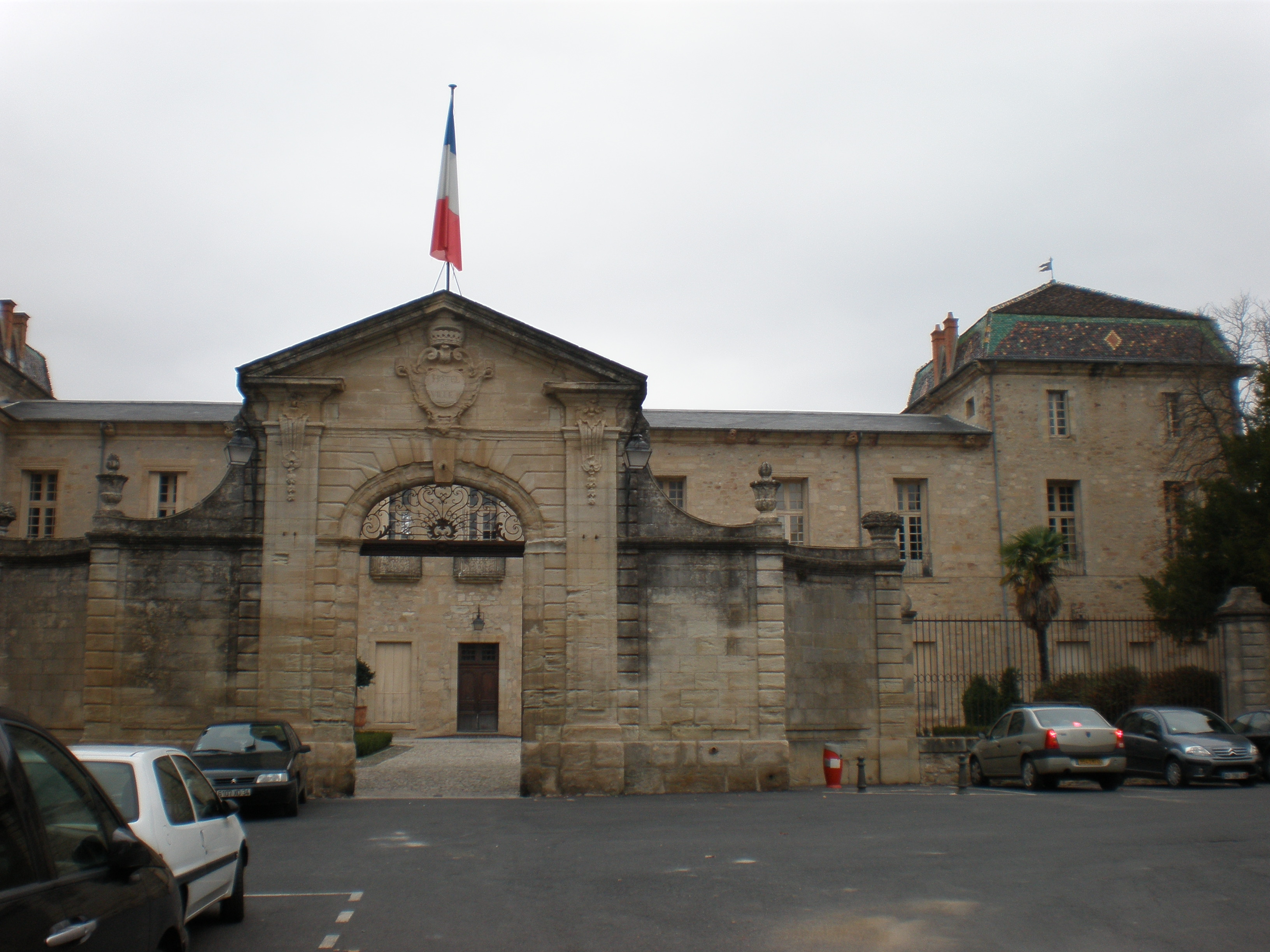
L'ex palazzo episcopale, oggi sede del municipio di Lodève.

La diocesi di Lodève (in latino Dioecesis Lotevensis) è una sede soppressa della Chiesa cattolica.

## Territorio
L'antica diocesi confinava a nord con la diocesi di Alès, a sud e ad ovest con la diocesi di Béziers e a est con quella di Montpellier.
Sede vescovile era la città di Lodève, nell'attuale dipartimento dell'Hérault, dove fungeva da cattedrale la chiesa dei Santi Genesio e Fulcrano.
Nel 1790 la diocesi comprendeva 58 parrocchie.

## Storia
Una tradizione che risale almeno al XIV secolo affida a san Floro (Florus) il posto di primo vescovo di Lodève: si tratterebbe di un discepolo di san Pietro, che avrebbe evangelizzato l'Alta Alvernia e sarebbe morto nell'attuale villaggio di Saint-Flour. È storicamente accertato che dal 422 vi furono vescovi di Lodève; il primo di cui si abbiano documenti è Materno (Maternus), che era presente al concilio di Agde del 506. La diocesi era suffraganea dell'arcidiocesi di Narbona.
Altri importanti vescovi di Lodève furono san Giorgio († 884), precedentemente un monaco benedettino; san Fulcrano (949-1006), che nel 975 consacrò la cattedrale di San Genesio e fondò l'abbazia di San Salvatore; l'inquisitore domenicano Bernardo Gui (1324-1331); il cardinale Guillaume d'Estouteville (1450-1453), importante legato papale, che riabilitò Giovanna d'Arco; i fratelli Guillaume (1489-1519) e Denis Briçonnet (1519-1520); lo storico della diocesi, Jean de Plantavit de la Pause.
A partire dal 1157, con Pierre de Posquières, i vescovi ottennero anche il potere civile sulla città ed il contado di Lodève.
La diocesi subì numerosi danni durante le guerre di religione, per cui nel 1625 si scriveva che la cattedrale era in gran parte distrutta da cinquanta e più anni. Si deve a Jean de Plantavit la ricostruzione delle parti distrutte della cattedrale, che era stata edificata a partire dalla seconda metà del XIII secolo su quella di san Fulcrano.
La diocesi fu soppressa in seguito al concordato con la bolla Qui Christi Domini di papa Pio VII del 29 novembre 1801 e il suo territorio incorporato in quello della diocesi di Montpellier.
Dal 16 giugno 1877 gli arcivescovi di Montpellier portano il titolo di vescovi di Lodève.

## Cronotassi dei vescovi
Fonti principali per la cronotassi dei vescovi di Lodève sono il Catalogus episcoporum Lodovensium di Bernardo Gui (XIV secolo) e la Chronologia episcoporum Lodovensium di Jean de Plantavit de la Pause (XVII secolo).
- San Floro †
- Anonimo † (menzionato nel 422)
- Ranulfo ? † (menzionato nel 492)[2]
- Materno † (menzionato nel 506)
- Deuterio † (menzionato nel 535)
- Edibio ? † (menzionato nel 557)[3]
- Agrippino † (menzionato nel 589)
- Leonziano † (menzionato nel 610)
- Anatolio † (prima del 633 - dopo il 638)
- Firmino † (menzionato nel 653)
- Ansemondo † (menzionato nel 683)
- Eugenio ? † (menzionato nel 694)[4]
- Bernecario ? † (menzionato nel 711)
- Michele ? † (menzionato nel 769)
- Nebridio ? †
- Sisemondo † (menzionato nell'817)
- Silvano † (menzionato nell'824)[5]
- Tatila † (menzionato nell'844)
- San Giorgio, O.S.B. † (prima dell'878 - circa 884)
- Macario † (prima del 4 giugno 884 - dopo l'886 o 887)
- Autgario † (prima del 906 - dopo il 909)
- Rodolfo ? †[6]
- Teodorico † (prima del 911 - gennaio 949 deceduto)
- San Fulcrano † (4 febbraio 949 - 13 febbraio 1006 deceduto)
  - Mainfroi (Matfred) † (1006 - 1015) (amministratore apostolico)[7]
- Olombel † (1015 - dopo il febbraio 1033)
- Bernard I † (prima del 1042 - 1049 deceduto)
- Bernard II ? † (menzionato a luglio 1050)[8]
- Rostaing † (prima di agosto 1054 - dopo il 1067)
- Bernard de Prévinquières † (prima del 1077 circa - 1099 deceduto)
- Dieudonné de Caylus † (circa 1100 - circa 1102 deposto)
- Pierre de Raymond (o Rainon) † (1102[9] - 1154 deceduto)[10]
- Pierre de Posquières † (prima del 1155 ? - 26 giugno o 10 luglio 1161 deceduto)
- Gaucelin de Raymond de Montpeyroux, O.S.B. † (1161 o 1162 - 9 luglio 1187 deceduto)
- Raymond Guillem, O.S.B. † (1187 - 1201 deceduto)
- Pierre Frotier † (prima di maggio 1202 - 1207 deceduto)
- Pierre Raymond † (1207 - 6 maggio 1237 dimesso)
  - Bertrand de Mornay, O.S.B. † (1237 - 24 giugno 1241 deceduto) (vescovo eletto)
- Guillaume de Cazouls † (prima del 7 luglio 1241 - 23 ottobre 1259 deceduto)
- Raymond Bellin † (26 ottobre 1259 - fine 1262 deceduto)
- Raymond d'Astolphe † (prima del 13 gennaio 1263 - marzo/agosto 1280 deceduto)
- Bérenger de Boussagues † (prima del 17 agosto 1280 - 28 dicembre 1284 deceduto)
- Bérenger Guitard † (13 gennaio 1285 - 2 settembre 1291 deceduto)
- Gaucelin de la Garde † (prima del 15 marzo 1292 - 10 agosto 1296 nominato vescovo di Maguelone)
- Ithier de Burdegala, O.F.M. † (17 dicembre 1296 - 29 giugno 1302 deceduto)
- Dieudonné de Boussagues † (prima di maggio 1303 - 1312 deceduto)
- Guillaume du Puy (de Mandagout) † (5 marzo 1313 - 14 febbraio 1318 nominato vescovo di Uzès)
- Jacques de Concos, O.P. † (14 febbraio 1318 - 9 luglio 1322 nominato arcivescovo di Aix)
- Jean Tissandier, O.F.M. † (9 luglio 1322 - 20 luglio 1324 nominato vescovo di Rieux)
- Bernardo Gui, O.P. † (20 luglio 1324 - 30 dicembre 1331 deceduto)
- Bertrand du Mas † (4 febbraio 1332 - 1348 deceduto)
- Robert de Voie † (14 agosto 1348 - 21 agosto 1357 nominato vescovo di Lavaur)
- Gilbert de Mendegaches † (21 agosto 1357 - 21 luglio 1361 deceduto)
- Aymeric d'Hugues † (18 agosto 1361 - 24 aprile 1370 deceduto)
- Guy de Malesec † (27 maggio 1370 - 9 aprile 1371 nominato arcivescovo di Poitiers)
- Jean de Clermont, O.S.B. † (9 aprile 1371 - dopo il 6 aprile 1375 deceduto)
- Ferry Cassinel † (27 agosto 1375 - 17 ottobre 1382 nominato vescovo di Auxerre)
- Pierre Girard † (17 ottobre 1382 - 17 luglio 1385 nominato vescovo di Le Puy)
- Clément de Grammont † (18 agosto 1385 - 28 maggio 1392 deceduto)
- Guillaume Grimoard † (19 agosto 1392 - 28 aprile 1398 deceduto)
- Jean de la Vergne † (settembre 1398 - dopo il 7 marzo 1413 deceduto)
- Michel le Boeuf † (25 agosto 1413 - dicembre 1429 deceduto)
- Pierre de Trillia † (13 febbraio 1430 - agosto 1441 deceduto)
- Jacques de Gaujauc † (20 ottobre 1441[11] - giugno 1449 deceduto)
- Guillaume d'Estouteville † (7 gennaio 1450 - 26 gennaio 1453 nominato vescovo di San Giovanni di Moriana)
- Bernard de Cassiliaco † (26 gennaio 1453 - 1461 dimesso)
- Jean de Corguilleray † (27 aprile 1462 - 24 aprile 1489 dimesso)[12]
- Guillaume Briçonnet, O.S.B. † (24 aprile 1489 - 23 settembre 1519 dimesso)[13]
- Denis Briçonnet † (23 settembre 1519 - 5 dicembre 1520 dimesso)
- René du Puy, O.S.B. † (5 dicembre 1520 - 4 luglio 1524 deceduto)
  - Gian Matteo Giberti † (circa 1524 - 1528 dimesso) (amministratore apostolico)
- Lorenzo Toscani † (7 febbraio 1528 - 1537 deceduto)
- Lelio Ursino di Cerci di Anguillara † (15 ottobre 1537 - 1546 dimesso)
  - Guido Ascanio Sforza † (7 giugno 1546 - 1547 dimesso) (amministratore apostolico)
- Dominic Dugabre † (17 agosto 1547 - 1º febbraio 1558 deceduto)
- Bernard d'Elbène † (23 gennaio 1559 - 13 giugno 1561 nominato vescovo di Nîmes)
- Claude Briçonnet † (13 giugno 1561 - 8 febbraio 1566  dimesso)
- Pierre Barrolt de Barraud † (8 febbraio 1566 - 17 gennaio 1569 deceduto)
- Alfonso di Vercelli † (10 febbraio 1570 - dopo il 4 luglio 1573 deceduto)
  - René de Birague † (ottobre 1573 - prima del 12 aprile 1578 dimesso) (amministratore apostolico)
- Christophe de l'Estang † (28 novembre 1580 - 5 settembre 1594 nominato vescovo di Alet)
- Gérard de Robin, O.E.S.A. † (3 aprile 1606 - 15 gennaio 1611 deceduto)
  - Sede vacante (1611-1625)
- Jean de Plantavit de la Pause † (18 agosto 1625 - luglio 1648 dimesso)
- François de Bosquet † (28 settembre 1648 - 31 gennaio 1656 nominato vescovo di Montpellier)
- Roger de Harlay de Césy † (24 settembre 1657 - 14 marzo 1669 deceduto)
- Armand Jean de Rotondy de Biscaras † (5 agosto 1669 - 1671 dimesso)
- Charles Antoine de la Garde de Chambonas † (28 settembre 1671 - 5 maggio 1692 nominato vescovo di Viviers)
- Jacques Antoine de Phelypeaux † (7 luglio 1692 - 15 aprile 1732 deceduto)
- Jean Georges de Souillac † (1º ottobre 1732 - 14 febbraio 1750 deceduto)
- Jean Félix Henri de Fumel † (25 maggio 1750 - 26 gennaio 1790 deceduto)
  - Sede vacante (1790-1801)
  - Sede soppressa